# Тураш Мирослав Володимирович
Мирослав Володимирович Тураш (псевдо: Грабовський, Граб, Шелест; 26 лютого 1910, Нижанковичі, нині Добромильська міська громада, Самбірський район, Львівська область — червень 1939, біля міста Закопаного, нині Польща) — діяч ОУН, крайовий провідник ОУН, ініціатор створення розвідки і контррозвідки ОУН.

## Життєпис
Навчався в гімназії в Перемишлі, по закінченню 4-го класу переїхав з батьками на проживання до Борислава. 1928 року розпочав навчання на юридичному факультеті Ягеллонського університету (Краків), який закінчив 1932 року, здобувши ступінь магістра права. Був активним членом Пласту та українського студентського руху. 
Член УВО та ОУН з 1929 року. Повітовий провідник ОУН Дрогобиччини (1931—1936), окружний провідник Стрийщини (1936—1938). З жовтня 1938 по лютий 1939 обіймає посаду організаційного референта Крайової екзекутиви (КЕ) ОУН ЗУЗ. 
За активну національну позицію зазнав гонінь польської окупаційної влади. Вперше арештований 4 вересня 1931 року у зв'язку з підозрою на причетність до вбивства у Трускавці польського політика Тадеуша Голувка, але незабаром звільнений. Вдруге арештований 27 лютого 1932 року і засуджений до 3 місяців ув'язнення за членство в забороненому на той час польським урядом Пласті. У листопаді 1933 засуджений до 8 місяців тюрми за розповсюдження проукраїнських листівок. У червні 1935 вкотре арештований за належність до ОУН, але звільнений за браком доказів.
З 7 лютого 1939 (за іншими даними з листопада 1938 року) став крайовим провідником ОУН.
У червні 1939 перейшов кордон з Польщі до Чехословаччини, де мав зустріч із представниками ПУН. При поверненні на територію Польщі пропав безвісти біля міста Закопане (як вважається, убитий).